# Ennsradweg
De Ennsradweg (Ennsfietsroute) is een langeafstandsfietsroute in Oostenrijk. De route volgt de rivier de Enns van de bron tot de monding in de Donau. De route is bewegwijzerd in twee richtingen met bebording met daarop 'R7'. Een deel van de route is onderdeel van de EuroVelo EV14 Meren en rivieren van Midden-Europa.

## Traject
De route start in de buurt van Flachau bij de bron van de Enns. Al snel komt in Radstadt de EuroVelo EV14 Meren en rivieren van Midden-Europa op de route en deze loopt parallel mee tot Liezen.  
In het eindpunt Enns bij de monding in de Donau kan worden aangesloten op de Donauradweg en de EuroVelo EV6 Atlantische kust naar de Zwarte Zee.

## Aansluitingen met Europese routes
- Tussen Radstadt en Liezen loopt de route parallel met de EuroVelo EV14 Meren en rivieren van Midden-Europa.
- In Enns kan worden aangesloten op de EuroVelo EV6 Atlantische kust naar de Zwarte Zee.

## Aansluitingen met andere fietsroutes
- In Enns kan worden aangesloten op de Donauradweg.